# David di Donatello/Beste Kamera
Der David di Donatello per il migliore autore della fotografia (deutsch David di Donatello für die beste Kamera) ist eine Kategorie des Filmpreises David di Donatello, der jährlich von der Accademia del Cinema Italiano (ACI, Akademie des italienischen Films) verliehen wird, um herausragende Leistungen von Kameraleuten zu würdigen, die im Jahr vor der Zeremonie in der italienischen Filmindustrie gearbeitet haben. Der Preis wurde erstmals 1981 vergeben.
Luca Bigazzi ist der Rekordhalter mit sieben Auszeichnungen in dieser Kategorie.

## Gewinner und Nominierte
Die Gewinner sind fettgedruckt.

### 1980er Jahre
1981
- Pasqualino De Santis – Drei Brüder (Tre fratelli)
- Tonino Delli Colli – Camera d’albergo
- Ennio Guarnieri – Die Kameliendame (La storia vera della signora dalle camelie)

1982
- Tonino Delli Colli – Ganz normal verrückt (Storie di ordinaria follia)
- Danilo Desideri – Die nackte Frau (Nudo di donna)
- Sergio D’Offizi – Die tolldreisten Streiche des Marchese del Grillo (Il marchese del Grillo)

1983
- Franco Di Giacomo – Die Nacht von San Lorenzo (La notte di San Lorenzo)
- Armando Nannuzzi – Flucht nach Varennes (Il mondo nuovo)
- Carlo Di Palma – Identifikation einer Frau (Identificazione di una donna)

1984
- Giuseppe Rotunno – Fellinis Schiff der Träume
- Ricardo Aronovich – Le Bal – Der Tanzpalast
- Dante Spinotti – Duell der Besten

1985
- Pasqualino De Santis – Carmen
- Giuseppe Lanci – Kaos
- Alfio Contini – Ein Skandal in besten Kreisen

1986
- Giuseppe Lanci – Camorra
- Tonino Delli Colli und Ennio Guarnieri – Ginger und Fred
- Dante Spinotti – Leidenschaften

1987
- Tonino Delli Colli – Der Name der Rose
- Ricardo Aronovich – Die Familie
- Franco Di Giacomo – Die Untersuchung

1988
- Vittorio Storaro – Der letzte Kaiser
- Franco Di Giacomo – Schwarze Augen
- Tonino Delli Colli – Intervista

1989
- Dante Spinotti – Die Legende vom heiligen Trinker
- Giuseppe Lanci – Franziskus
- Luciano Tovoli – Splendor

### 1990er Jahre
1990
- Giuseppe Rotunno – Der Badearzt
- Tonino Nardi – Offene Türen
- Tonino Delli Colli – Die Stimme des Mondes
- Pasqualino De Santis – Palermo vergessen
- Luciano Tovoli – Wie spät ist es?

1991
- Luciano Tovoli – Die Reise des Capitan Fracassa
- Italo Petriccione – Mediterraneo
- Alessio Gelsini Torresi – Ultra
- Giuseppe Lanci – Nachtsonne
- Giuseppe Lanci – Die Verurteilung

1992
- Danilo Desideri – Maledetto il giorno che t'ho incontrato
- Tonino Nardi und Renato Tafuri – Gestohlene Kinder
- Ennio Guarnieri – Der innere Kreis (The Inner Circle)

1993
- Alessio Gelsini Torresi – Die Eskorte (La scorta)
- Luca Bigazzi – Morte di un matematico napoletano
- Giuseppe Lanci – Fiorile

1994
- Bruno Cascio – Padre e figlio
- Dante Spinotti – Il segreto del bosco vecchio
- Luca Bigazzi – Die gespaltene Seele
- Giuseppe Lanci – Liebes Tagebuch…

1995
- Luca Bigazzi – Lamerica
- Luca Bigazzi – L'amore molesto
- Franco Di Giacomo – Der Postmann

1996
- Alfio Contini – Jenseits der Wolken
- Darius Khondji – Gefühl und Verführung
- Dante Spinotti – Der Mann, der die Sterne macht

1997
- Tonino Delli Colli – Marianna Ucrìa
- Pasqualino De Santis und Marco Pontecorvo – Atempause
- Blasco Giurato – Il carniere
- Giuseppe Lanci – Der Prinz von Homburg
- Italo Petriccione – Nirvana

1998
- Tonino Delli Colli – Das Leben ist schön
- Luca Bigazzi – Le acrobate
- Pasquale Mari – Teatro di guerra

1999
- Lajos Koltai – Die Legende vom Ozeanpianisten
- Luca Bigazzi – So haben wir gelacht
- Fabio Cianchetti – Shandurai und der Klavierspieler

### 2000er Jahre
2000
- Luca Bigazzi – Brot und Tulpen
- Fabio Cianchetti – Canone inverso
- Giuseppe Lanci – La balia

2001
- Lajos Koltai – Der Zauber von Malèna
- Franco Di Giacomo – Concorrenza sleale
- Roberto Forza – 100 Schritte

2002
- Fabio Olmi – Der Medici-Krieger (Il mestiere delle armi)
- Luca Bigazzi – Brennen im Wind (Brucio nel vento)
- Arnaldo Catinari – Licht meiner Augen (Luce dei miei occhi)

2003
- Daniele Nannuzzi – El Alamein 1942 – Die Hölle des Wüstenkrieges
- Maurizio Calvesi – Prendimi l’anima
- Gian Filippo Corticelli – Das Fenster gegenüber
- Marco Onorato – L'imbalsamatore
- Dante Spinotti – Pinocchio
- Fabio Zamarion – Lampedusa

2004
- Italo Petriccione – Ich habe keine Angst
- Danilo Desideri – L'amore è eterno finché dura
- Fabio Olmi – Cantando dietro i paraventi
- Marco Onorato – Körper der Liebe
- Fabio Zamarion – Che ne sarà di noi

2005
- Luca Bigazzi – Le conseguenze dell’amore
- Tani Canevari – Manuale d'amore
- Arnaldo Catinari – Das Leben, das ich immer wollte
- Dante Cecchin – Die zweite Hälfte der Nacht
- Gian Filippo Corticelli – Cuore Sacro

2006
- Luca Bigazzi – Romanzo Criminale
- Arnaldo Catinari – Der Italiener
- Fabio Cianchetti – La Terra
- Danilo Desideri – Il mio miglior nemico
- Marcello Montarsi – Notte prima degli esami

2007
- Fabio Zamarion – Die Unbekannte
- Alessandro Pesci – N, ich und Napoleon
- Luca Bigazzi – L’amico di famiglia
- Agnès Godard – Golden Door
- Fabio Olmi – Hundert Nägel

2008
- Ramiro Civita – La ragazza del lago
- Luca Bigazzi – La giusta distanza
- Maurizio Calvesi – I Vicerè
- Arnaldo Catinari – Parlami d'amore
- Alessandro Pesci – Stilles Chaos

2009
- Luca Bigazzi – Il Divo
- Arnaldo Catinari – I demoni di San Pietroburgo
- Marco Onorato - Gomorrha – Reise in das Reich der Camorra
- Italo Petriccione – Wie es Gott gefällt
- Vittorio Storaro – Caravaggio

### 2010er Jahre
2010
- Daniele Ciprì – Vincere
- Enrico Lucidi – Baarìa
- Roberto Cimatti – L'uomo che verrà
- Nicola Pecorini – La prima cosa bella
- Maurizio Calvesi – Männer al dente

2011
- Renato Berta – Noi credevamo
- Vittorio Omodei Zorini – 20 sigarette
- Luca Bigazzi – Il gioiellino
- Fabio Cianchetti – Die Einsamkeit der Primzahlen
- Arnaldo Catinari – Engel des Bösen – Die Geschichte eines Staatsfeindes

2012
- Luca Bigazzi – Cheyenne – This Must Be the Place
- Paolo Carnera – A.C.A.B. – All Cops Are Bastards
- Simone Zampagni – Cäsar muss sterben
- Alessandro Pesci – Habemus Papam – Ein Papst büxt aus
- Roberto Forza – Romanzo di una strage

2013
- Marco Onorato (posthum) – Reality
- Fabio Cianchetti – Ich und Du
- Gherardo Gossi – Diaz – Don’t Clean Up This Blood
- Italo Petriccione – Sibirische Erziehung
- Fabio Zamarion – The Best Offer – Das höchste Gebot

2014
- Luca Bigazzi – La Grande Bellezza – Die große Schönheit
- Jérôme Alméras – Die süße Gier
- Daniele Ciprì – Salvo
- Gian Filippo Corticelli – Allacciate le cinture
- Gergely Poharnok – Miele

2015
- Vladan Radovic – Anime nere
- Fabio Cianchetti – Hungry Hearts
- Renato Berta – Leopardi
- Italo Petriccione – Il ragazzo invisibile
- Fabio Olmi – Torneranno i prati

2016
- Peter Suschitzky – Das Märchen der Märchen (Il racconto dei racconti)
- Michele D’Attanasio – Sie nannten ihn Jeeg Robot (Lo chiamavano Jeeg Robot)
- Maurizio Calvesi – Tu nichts Böses (Non essere cattivo)
- Paolo Carnera – Suburra
- Luca Bigazzi – Ewige Jugend (Youth)

2017
- Michele D’Attanasio – Veloce come il vento – Giulias großes Rennen (Veloce come il vento)
- Daniele Ciprì – Träum was Schönes – Fai Bei Sogni (Fai bei sogni)
- Ferran Paredes Rubio – Unzertrennlich (Indivisibili)
- Vladan Radovic – Die Überglücklichen (La pazza gioia)
- Maurizio Calvesi – Le confessioni

2018
- Gian Filippo Corticelli – Das Geheimnis von Neapel (Napoli velata)
- Tim Curtin – Pio (A Ciambra)
- Gianni Mammolotti – Malarazza – Una storia di periferia
- Luca Bigazzi – Sicilian Ghost Story
- Fabrizio Lucci – The Place

2019
- Nicolaj Brüel – Dogman
- Michele D’Attanasio – Capri-Revolution
- Sayombhu Mukdeeprom – Call Me by Your Name
- Paolo Carnera – La terra dell’abbastanza
- Hélène Louvart – Glücklich wie Lazzaro (Lazzaro felice)

### 2020er Jahre
2020
- Daniele Ciprì – The First King – Romulus & Remus (Il primo re)
- Vladan Radovic – Il Traditore – Als Kronzeuge gegen die Cosa Nostra (Il traditore)
- Francesco Di Giacomo – Martin Eden
- Nicolaj Brüel – Pinocchio
- Daria D’Antonio – Ricordi?

2021
- Matteo Cocco – Volevo nascondermi
- Paolo Carnera – Bad Tales – Es war einmal ein Traum (Favolacce)
- Luan Amelio Ukjaj – Hammamet
- Gherardo Rossi – The Macaluso Sisters (Le sorelle Macaluso)
- Crystel Fournier – Miss Marx
- Michele D’Attanasio – Padrenostro

2022
- Michele D’Attanasio – Freaks Out
- Daria D’Antonio – The Hand of God
- Renato Berta – Qui rido io
- Luca Bigazzi – Ariaferma
- Paolo Carnera – America Latina